# Xangri-lá
Xangri-lá est une ville brésilienne de la mésorégion métropolitaine de Porto Alegre, capitale de l'État du Rio Grande do Sul, faisant partie de la microrégion d'Osório et située à 134 km au nord-est de Porto Alegre. Elle se situe à une latitude de 29° 32′ 15″ sud et à une longitude de 50° 03′ 52″ ouest, à 0 m d'altitude. Sa population était estimée à 10 602 en 2007, pour une superficie de 61 km2. L'accès s'y fait par les RS-389, RS-407 et RS-786.
Xangri-lá (Shangri-La, en anglais) est le nom d'un lieu imaginaire décrit dans le roman Lost Horizon (titre traduit en français par Les Horizons perdus) écrit par James Hilton en 1933. On parle dans ce livre d'un lieu fermé aux extrémités occidentales de l'Himalaya et dans lequel l'on voit de merveilleux paysages, le temps est détendu dans une atmosphère de paix et tranquillité. Xangri-Lá est la terre des hommes heureux, constituant une version moderne de la Terre Promise. La commune est censée être un lieu de félicité et de tranquillité pour ses habitants et ses visiteurs.
Du fait de sa position au bord de l'Océan Atlantique sud, Xangri-lá voit son économie tournée vers le tourisme.
La municipalité comprend neuf complexes balnéaires :
- Atlântida
- Xangri-lá
- Praia dos Coqueiros
- Marina
- Maristela
- Remanso
- Arpoador
- Noiva do Mar
- Rainha do Mar (district)

## Villes voisines
- Capão da Canoa
- Maquiné
- Osório